# Посёлок Льнозавода (Солигаличский район)
Льнозаво́да — посёлок в Солигаличском муниципальном районе Костромской области. Входит в состав Солигаличского сельского поселения

## География
Посёлок находится в северо-западной части Костромской области, на расстоянии приблизительно 1 км (по прямой) к северо-западу от города Солигалич, административного центра района.

### Часовой пояс
Посёлок Льнозавода, как и вся Костромская область, находится в часовой зоне МСК (московское время). Смещение применяемого времени относительно UTC составляет +3:00.

## История
Посёлок образован у солигаличского льнозавода, открытого в 1933 году. В 2007 году завод был закрыт, ныне его территория используется местными лесозаготовителями.

## Население
| 2008 | 2010 | 2014 |
| ---- | ---- | ---- |
| 21   | ↘20  | ↘18  |

### Национальный состав
Согласно результатам переписи 2002 года, в национальной структуре населения русские составляли 93 % из 14 чел.